# Мјестец Кралове
Мјестец Кралове (чеш. Městec Králové) град је у Чешкој Републици. Град се налази у управној јединици Средњочешки крај, у оквиру којег припада округу Нимбурк.

## Становништво
Према подацима о броју становника из 2014. године град је имао 2.939 становника.